# Otoki princa Edvarda
Za kanadsko provinco glejte Otok princa Edvarda, Kanada.
Otoke princa Edvarda (angleško Prince Edward Islands) sestavljata dva majhna podantarktična otoka v Indijskem oceanu z imenoma Otok Marion (Marion Island) in Otok princa Edvarda (Prince Edward Island), ki politično spadata pod oblast Južne Afrike.

## Površje
Otok Marion, ki je s površino 290 km², dolžino 19 km, širino 12 km in dolžino obale 72 km največji od obeh otokov, leži na 6° 54' južne zemljepisne širine in 37°5' vzhodne zemljepisne dolžine. Večino obale predstavljajo visoki klifi. Najvišja točka na otoku je Vrh državnega predsednika Swarta (State President Swart Peak), ki meri 1230 m.
Otok princa Edvarda je mnogo manjši, saj meri le okrog 45 km² in leži okrog 19 km (12 navtičnih milj) severovzhodno.
Otočje je od mesta Port Elisabeth na južnoafriškem kopnu oddaljeno okrog 1770 km (955 nm).
Oba otoka sta ognjeniškega nastanka. Otok Marion je eden od vrhov velikega podmorskega ognjenika, ki se dviga približno 5000 m nad morskim dnom, njegova najvišja točka pa je Vrh državnega predsednika Swarta. Ognjenik je do ponovnega izbruha leta 1980 veljal za ugaslega.

## Zgodovina
Otoka je leta 1663 po naključju odkrila nizozemska ladja Maerseveen. Leta 1772 ju je obiskal Francoz Marc-Joseph Marion du Fresne in pet dni poskušal pristati, saj je menil, da je naletel na dotlej še nenajdeno Antarktiko. Leta 1776 se je odprava, ki jo je po du Fresnejevi smrti vodil njegov drugi častnik Jules Crozet, v Cape Townu srečala z britanskim raziskovalcem Jamesom Cookom. Cook je pozneje odplul proti otokom, vendar mu zaradi slabega vremena ni uspelo pristati.
Prvi pristanek se omenja v letu 1803. Takrat je otok obiskala skupina lovcev na tjulnje in našla sledove predhodnega bivanja, ki so jih verjetno za seboj pustili neki drugi lovci.
Otok je leta 1803 obiskal tudi James Clark Ross, a tudi njemu ni uspelo pristati. Kartiranje je šele leta 1873 izvedel kapitan George Nares.
Britanska vlada je leta 1908 Williamu Newtonu za 21 let prodala pravice izkoriščanja guana na otokih. Leta 1926 pa je za 10 let prodala pravice do lova na tjulnje neki tjulnjelovski družbi.
Poznega leta 1947 in zgodnjega 1948 si je otoke priključila Republika Južna Afrika in vzpostavila meteorološko postajo na Otoku Marion, ki so jo kmalu povečali. Danes se postaja osredotoča posebej na otoške ptice - pingvine, strakoše, albatrose, galebe ter tjulnje.
Leta 1949 so na Otok Marion naselili pet domačih mačk, da bi opravile z nadležnimi mišmi. Mačke so se hitro množile, tako da jih je bilo leta 1977 na otoku že 3400. Hranile so se s strakoši namesto z mišmi, zato je nekaterim pticam grozilo iztrebljenje (nekatere vrste so celo izumrle). Nekaj mačk so zato okužili z boleznijo feline panleucopenia, ki je zmanjšala njihovo število na približno 600 v letu 1982. Ostale so pobili z nočnim lovom. Načrt je uspel in tako so leta 1991 v enoletnem obdobju ujeli le osem mačk. Danes verjamejo, da jih na otoku ni več.
22. septembra 1979 je ameriški satelit Vela zaznal dvojni blisk v bližini otočja. Domnevajo, da sta tukaj Izrael in Južna Afrika izvedla jedrski poskus z orožjem moči približno desetine Dečka, bombe, ki so jo ZDA spustile na Hirošimo.